# ポーリーヌ・ボナパルト
ポーリーヌ・ボナパルト（Pauline Bonaparte, 1780年10月20日 - 1825年6月9日）は、ナポレオン・ボナパルトの2番目の妹。

## 生涯
兄のナポレオンに最も可愛がられていた妹で、ナポレオンは彼女を「ポーレット」という愛称で呼んだ。ナポレオンの妹たちには美人が多かったとされるが、なかでも最も美しかったのがポーリーヌであったようである。ただし、現在に残る肖像画はどれも絵の技術レベルがあまり高くなく、彼女の美しさを表現しきっていないといわれている。彼女自身も兄を敬愛していたが、性格は頑固でわがままであったという。
ポーリーヌは形のいい小さめの頭に黒髪、はしばみ色の瞳をした美女だったらしい。初めは15歳の時にナポレオンの副官の騎兵士官ジュノー将軍と恋仲になった。しかし、ナポレオンは彼が軍隊の給与以外に収入がないことを理由に、2人の結婚を認めなかった。その1年後にポーリーヌは、今度は過激な革命家で名うてのプレイボーイだったルイ＝マリ・スタニスラス・フレロンに恋をした。ナポレオンや母のレティツィアたちがこの恋愛に反対して彼女を見張り、またナポレオンはポーリーヌの気持ちを冷まさせるため、彼が個人的に使っていたセルボローニ宮殿に彼女のための部屋を用意させて呼び寄せた。そのためか、まもなくこの恋は自然消滅したようである。この宮殿で、彼女は子供のようないたずらをしたり、要人達をからかってすごしたという。その後、美男で金髪のシャルル・ヴィクトール・エマニュエル・ルクレール将軍と恋に落ち、結婚した。
1801年10月に、ルクレールはサン・ドマング（現在のハイチ）に転任となった。しかし、彼はそこで黄熱病にかかり、ポーリーヌの看病のかいもなく病死した。帰国当初は悲しみにくれていた彼女だったが、しばらくすると服喪が嫌になってきて、夫の喪が明けると同時に華々しく社交界に復帰した。
ナポレオンはポーリーヌを、28歳のイタリア指折りの名門貴族カミッロ・ボルゲーゼ侯爵と結婚させた。イタリア一の財産家で美男だったらしいが、母国語でもきちんとした文章が書けなかったという。ポーリーヌはあまりボルゲーゼとは気が合わなかったらしく、間もなく別居し、パリで気ままに遊び回るようになった。1805年にポーリーヌはサロンを開き、そこで知り合ったワグラム公爵の副官ジュール・ド・カノンヴィルと恋仲になった。しかし、ナポレオンがアレクサンドル1世からもらい、彼女に与えていた黒貂（てん）の毛皮で裏張りしたロシア外套を彼にあげてしまったことに怒り、2人を別れさせてしまった。ジュールはサンクトペテルブルクに転属を命じられ、フランスとロシアの戦いで戦死した。ポーリーヌは彼の死を悲しみ、自殺するか修道院に入ると言ってナポレオンを脅した。しかし、ナポレオンの説得で両方とも思い止まった。
その後は、砲兵士官のオーギュスト・デュシャールや、ナポレオンの友人でコメディ・フランセーズ座（現オデオン座）の名俳優タルマと浮名を流した。それから、画家のニコラ・フィリップ・オーギュスト・ド・フォルバンと恋をした。名門の出で洗練された美男子だったという。しかし、この恋にも母のレティツィアは反対し、厳しく説教をした上で別れさせた。ポーリーヌは大いに機嫌を損ね、数週間の間、自分に吠えてきた犬はすべて射殺させたという。その後は歌の教師フェリーチェ・ブランジーニ、美男の作曲家ジョヴァンニ・パチーニと付き合った。
しかし、移り気な彼女も兄のナポレオンのことはずっと愛し続け、1814年に彼がエルバ島に向かうために行ったフレジュス港に駆けつけた。感激したナポレオンが彼女を抱きしめようとした時、ポーリーヌはその軍服では嫌だと言った。彼は暴徒の襲撃を避けるため､オーストリア軍の軍服を着ていたのだった。
その後は、エルバ島で母のレティツィアと共にナポレオンと過ごすことがあった。また、彼の暮らしが苦しいと知ると自分の宝石をすべて売り払おうとした。セント・ヘレナ島でナポレオンが重病に苦しんでいると知ると看病に駆けつけようとした。
1825年に、ポーリーヌは不治の癌にかかり、ボルゲーゼに頼み、彼の館に連れて行ってもらった。そしてその年、彼に看取られて亡くなった。前夫のルクレールとの間には息子が1人いたが、ボルゲーゼとの間には子供は産まれなかったらしい。

## 伝記
- フローラ・フレイザー 『ナポレオンの妹』　中山ゆかり訳（白水社、2010年9月刊行）